# 即興プレッシャーSHOW 笑アセろ
『即興プレッシャーSHOW 笑アセろ』（そっきょうプレッシャーショー わらアセろ）は、TBS系列にて2022年から不定期で放送されているお笑いバラエティ特別番組である。

## 出演者

### MC
- 千原ジュニア
- 小峠英二

## スタッフ
第4回（2023年4月7日放送分）
- 企画・演出：山﨑純
- ナレーション：服部潤、宇内梨沙（TBSアナウンサー）
- 構成：大井洋一、永井ふわふわ、淺井蓮平、平山森
- TM：五藤寛丈
- TD：中村年正
- VE：對間敏文
- カメラ：佐藤雅之
- 音声：杉山雄飛
- 照明：木村郁恵
- 美術プロデューサー：清水久
- 美術デザイン：寒友哉、岩井愛
- 美術ディレクター：羽田一成、海老沼修一
- 操作：佐藤翔太
- 電飾：住義仁
- アクリル装飾：森美男
- 装置：坂本進
- 装飾：深山健太郎
- メイク：渡邉優花
- ロケカメラ：山脇吉記
- ロケ音声：立元捺美
- デスク：大澤麻子
- TK：飯塚愛美
- 編集：筒井公太
- CG：榛葉大介
- MA：飯田太志
- 音効：中村鉄太郎
- 宣伝：小山陽介、高岸奈々子
- 衣装協力：D'URBAN
- 技術協力：スウィッシュ・ジャパン、オムニバス・ジャパン、東京オフラインセンター
- 編成：川口佳太
- AD：佐藤亮太、中込里穂、児玉菜穂、吉住純
- AP：常深志乃
- 制作進行：大谷真弓
- ディレクター：小林悦子、境太資
- チーフディレクター：久野公嗣
- プロデューサー：上田淳也／伊藤隆大、林貴恵、菊池絢子
- 制作：TBSテレビコンテンツ制作局バラエティ制作一部
- 製作著作：TBS